# John Lederer
John Lederer fue un explorador de Norteamérica del siglo XVII. Nació en Hamburgo (Alemania) en 1644, estudió medicina y más tarde emigró a América.
Llegó a Virginia en 1668 procedente de Alemania. Fue encargado por el gobernador colonial de Virginia, Sir William Berkeley, a buscar un paso hacia el oeste a través de los Apalaches. 
Su primer intento, en marzo de 1669, llevó a Lederer y su grupo a ser los primeros europeos en llegar a la Cordillera Blue.
Durante su segundo intento, entre mayo y junio de 1670, se internó en Carolina del Norte siguiendo la falda oriental de la Cordillera Blue, continuó con sus guías indios cuando sus compañeros le abandonaron, llegando hasta Fort Henry (actual Petersburg en Virginia), un puesto fronterizo del río Appommattox.
En el tercero, en agosto de 1670, llevó a término la primera exploración documentada de la parte alta del río Rappahannock.
En 1671 se fue a Maryland escapando de unas acusaciones de desfalco. Al año siguiente publicó el relato de sus descubrimientos titulado: The dicoveries of John Laderer, In three several Marches from Virginia, To the West of Carolina, And other parts of the Continent: Begun in March 1669, and ended in September 1970. Sus exploraciones fueron importantes por llamar la atención sobre la gran extensión de América del Norte.